# 보통모기아과
보통모기아과(Culicinae)는 모기과에 속하는 아과 분류군이다. 남극 대륙을 제외한 지구상 모든 대륙에서 발견되지만, 열대 지역에 가장 집중적으로 분포한다. 많은 척추동물에게 질병을 일으키는 기생물과 매개체로 알려져 있다. 완전변태를 하는 곤충으로 대부분의 종이 하수구나 연못 같은 고인 물에 알을 낳는다.

## 하위 분류
- Aedeomyiini
- 숲모기족 (Aedini)
- 집모기족 (Culicini)
- 털날개모기족 (Culisetini)
- Ficalbiini
- Hodgesiini
- 늪모기족 (Mansoniini)
- Orthopodomyiini
- 사베트모기족 (Sabethini)
- Uranotaeniini
- 왕모기족 (Toxorhynchitini)